# درخت (ترانه)
«درخت» از معروف‌ترین ترانه‌های ابی با شعری از ایرج جنتی عطایی و آهنگسازی سیاوش قمیشی است که اولین بار در آلبوم شب نیلوفری منتشر شد.
ابی در برنامهٔ پرشیاز گات تلنت دربارهٔ این ترانه می‌گوید:
آهنگ مشکلی است برای اجرا. من زمانی این آهنگ رو اجرا می‌کنم تو تور که سرحال باشم. [...] ملودی زیبای سیاوش جان و ترانهٔ زیبای ایرج جان [...]

## نقد
احسان سلطانی راجع به این ترانه می‌نویسد:
ترانه‌ی درخت از زیباترین و هنرمندانه‌ترین‌های ایرج جنتی عطایی است. درخت از دیدگاه استتیک چونان بسیاری از ترانه‌های دیگر جنتی عطایی عالی است. گرچه ترانه‌های جنتی عطایی از ایماژ لبریزند، اما همواره ـ حتا اگر ایماژیستی بسراید و مانند یک هایکوسرا از ایماژ به ترانه برسد - ایماژها را در راه بارور شدن معنی به کار می‌گیرد ایماژها در ترانه‌های جنتی عطایی یا تازه و بکر هستند و یا تازه شده و نو شده، و جز این را به سختی می‌توان یافت. ایماژهای درخت نیز از همین دستند.